# Niklas Bröker
Niklas Bröker (* 31. Dezember 1996) ist ein deutscher Floorballspieler und Nationalspieler.

## Karriere

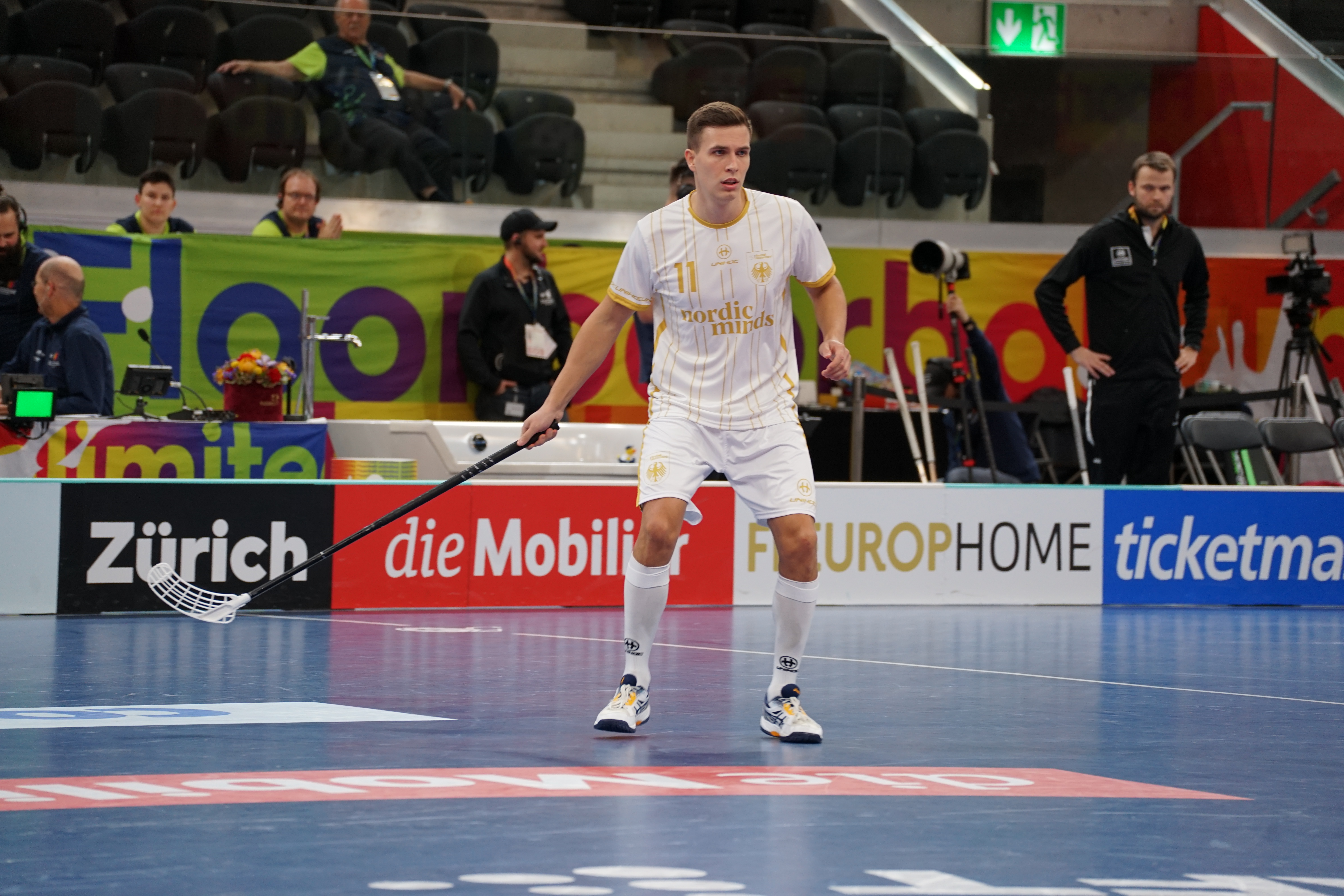
Bröker an der WM 2022

Niklas Bröker begann seine Karriere bei den SSF Dragons Bonn. Nach einer Saison bei Wiler-Ersigens U21 wechselte er zu den Lilienthaler Wölfen. Zur Saison 2019/20 wechselte er mit seinem Bruder zur DJK Holzbüttgen. Bröker ist Herren-Nationalspieler.

## Privates
Bröker ist Bruder des Floorballnationalspielers Janos Bröker.